# Новый Леон

Административно-территориальное деление испанских владений в Южной Америке, установленное королевскими грамотами 1534-1539 годов (грамота 1539 года имела отношение к территориям, которые будут открыты южнее Магелланова пролива)

Новый Леон (исп. Nueva León) — Испанское губернаторство в южной Америке, существовавшее с 1534 по 1542 год. Губернаторство простиралось от южной границы Новой Андалусии на 200 лиг к югу, как и повелел в своей грамоте король Карл I(V), или до Магелланова пролива. В 1542 году Новый Леон вошёл в состав Вице — королевства Перу, а позже северная его часть вошла в состав вице-королевства Рио-де-Ла-Плата.

## История
Губернаторство Новый Леон было образовано в 1534 году указом короля Карла I. Эта область располагалась между область на 200 лиг южнее губернаторства Новая Андалусия между 36-й и 48-й параллелями южной ширты. Губернатором был назначен аделантадо Симон де Алькасаба и Сотомайор. После смерти Алькасабы в 1535 году епископ Пласенсии Гутьер де Варгас-Карвахаль подал прошение императору, передать эти земли в концессию своему брату Франсиско де Камарго. Королевскиая грамота (real cédula) о передаче этих земель де Камарго была выдана в Вальядолиде 8 декабря 1536 году, при этом южная грница губернаторства отодвигалась на юг до Магелланова пролива. Земли, находившиеся южнее Нового Леона, в 1539 году получил Педро Санчес де ла Ос. В 1542 году Новый Леон вошёл в состав вице-королевства Перу, а затем в состав вице — вице-королевства Рио-де-Ла-Плата.